# Shaukat Aziz
Shaukat Aziz, Urdu: شوکت عزیز (Karachi, 6 marzo 1949), è un politico pakistano, Primo ministro del Pakistan dal 2004 al 2007.

## Biografia
È divenuto Ministro delle Finanze nel 1999 per poi succedere a Zafarullah Khan Jamali il 28 agosto 2004, in seguito alle sue dimissioni.
Il 21 maggio 2007, in qualità di Primo Ministro, ha rifiutato le dimissioni di Nilofar Bakhtiar, oggetto di una fatwā per aver abbracciato in pubblico un uomo.

### La formazione
Aziz ha frequentato la St. Patrick High School di Karachi e la Abbottabad Public School, nella città pakistana di Abbottabad, per poi terminare la propria istruzione secondaria al Government Islamia College di Kasur. Si è successivamente laureato (al primo livello, Bachelor of Science) presso il Gordon College di Rawalpindi, nel 1967, per poi conseguire un MBA presso la Pakistani Business School dell'Institute of Business Administration di Karachi, nel 1969. Al termine degli studi universitari ha ottenuto un'assunzione presso la Citibank, da cui iniziò una prestigiosa carriera di dirigente bancario.